# Adige (département)

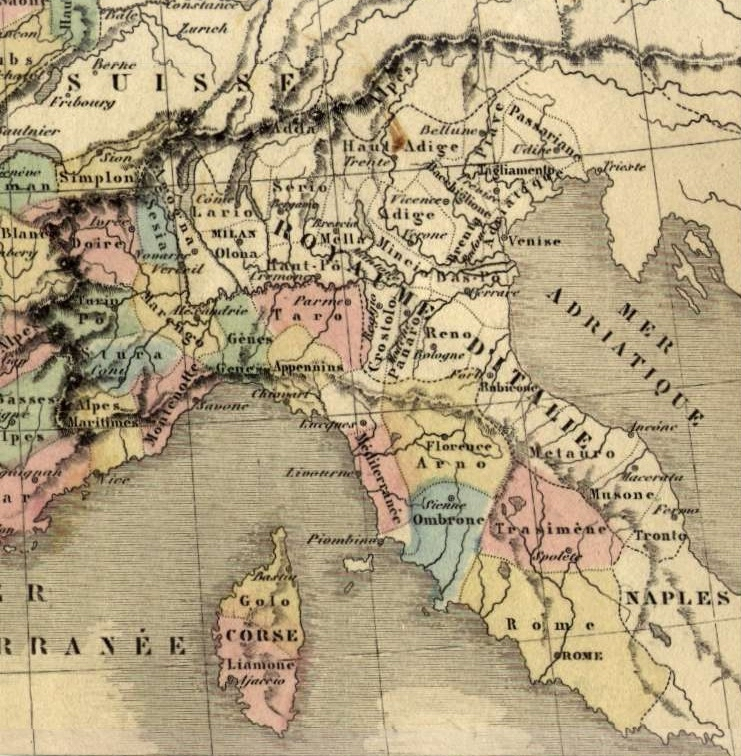
Les départements italiens sous le premier empire en 1811.

L'Adige était un ancien département du royaume d'Italie de 1805 à 1814. Il a été nommé d'après le fleuve Adige, et avait pour chef-lieu Vérone.

## Historique
Le département de l'Adige fut créé dans le cadre de la réorganisation départementale du 8 juin 1805. À l'occasion de la réforme du 22 décembre 1807, il perdit la région de Lonigo (donnée au Bacchiglione) mais fut augmenté d'une partie de la Polésine (détachée du Bas-Pô et du Mincio).